# Operazione Market Time
Operazione Market Time (in inglese Operation Market Time) fu il nome in codice di un'operazione navale, avvenuta nel periodo tra il 1965 ed il 1968 durante la guerra del Vietnam, condotta congiuntamente dalla marina statunitense e da quella sudvietnamita nel Mar Cinese Meridionale, allo scopo di bloccare le rotte marittime, più agevoli e veloci del sentiero di Ho Chi Minh, che il Vietnam del Nord utilizzava per trasportare materiali e rifornimenti ai Viet Cong nel sud del paese.

## Il controllo del traffico costiero
La marina sudvietnamita, nel periodo precedente all'incidente del Golfo del Tonchino, e del conseguente aumento delle forze americane presenti nel Vietnam del Sud, disponeva di circa 300 unità, con le quali pattugliava le coste e sorvegliava il traffico marittimo costiero. Durante il 1963, erano state controllate circa 136 000 imbarcazioni mentre, nell'anno successivo, il totale crebbe a 212 000, facendo ritenere al governo di Saigon che i Viet Cong erano impossibilitati a ricevere rifornimenti via mare, mantenendo tuttavia l'interrogativo sul come, stante anche la difficile percorribilità del sentiero di Ho Chi Minh, all'epoca non ancora strutturato a livello di strada, i materiali ed i rifornimenti provenienti dal nord potessero giungere a destinazione.
A seguito del massiccio ingresso delle forze statunitensi in Vietnam la marina sudvietnamita venne affiancata, nel controllo del traffico costiero, da quella americana, ed il compito venne affidato alla Task Force 71, la quale, l'11 marzo 1965, dette il via all'operazione Market Time; il 1º agosto tuttavia questa passò sotto al comando diretto del generale William Westmoreland ed assegnata alla Task Force 115.

## L'operazione

### Lo scontro nella baia di Vung Ro

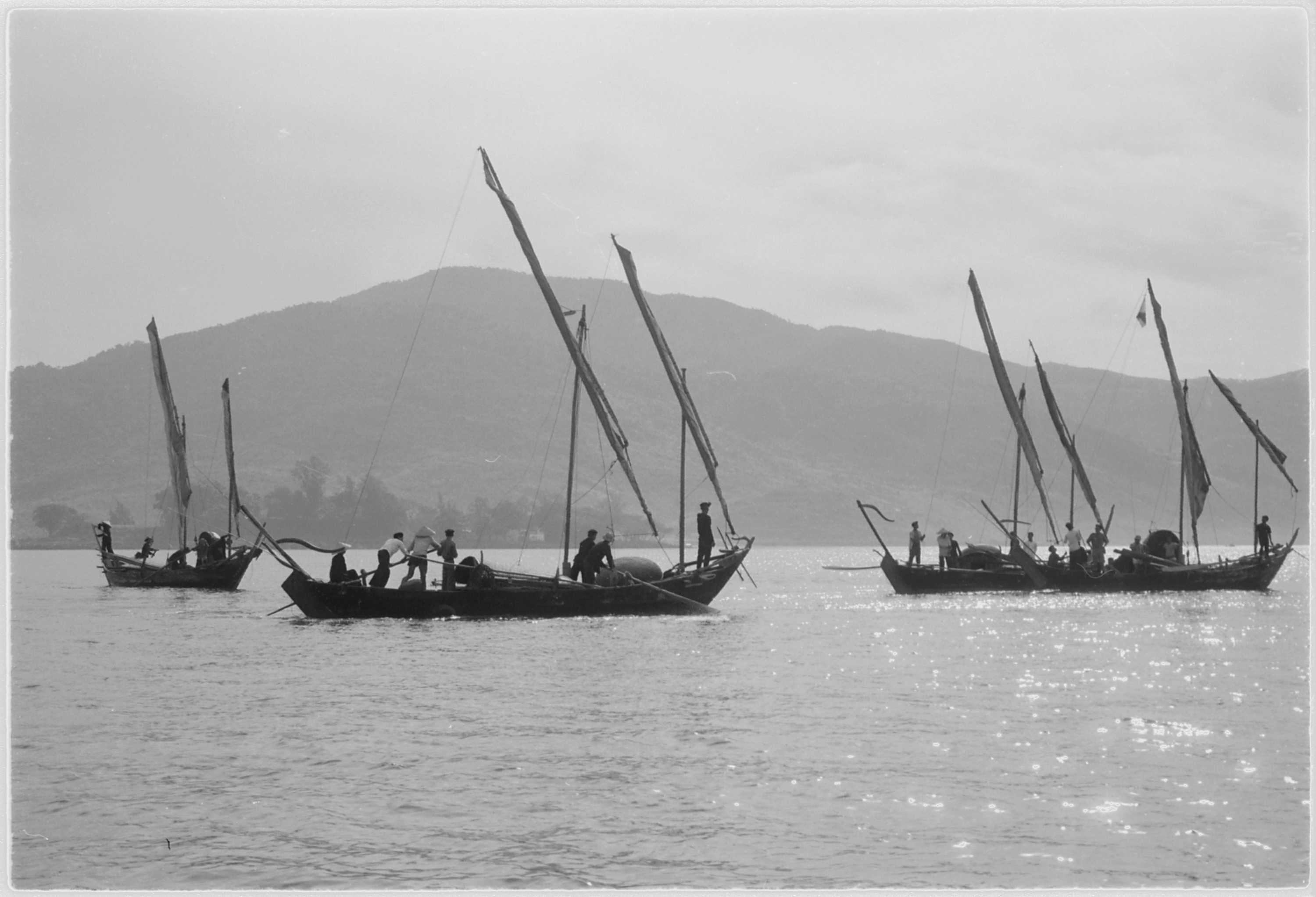
Sampan vietnamiti nel Mar Cinese Meridionale

Il 16 febbraio 1966 un elicottero statunitense UH-1, sorvolando la baia di Vung Ro, sita nella provincia di Khanh Hoa, territorio in quel momento controllato dai Viet Cong, avvistò un peschereccio in acciaio all'ancora e sulla spiaggia erano visibili decine di casse, presumibilmente contenenti rifornimenti per i guerriglieri. Informato del fatto il MACVSOG ordinò un attacco aereo che distrusse il peschereccio mentre unità della marina sudvietnamita di stanza a Tuy Hòa vennero incaricate del recupero dei materiali; tali unità tuttavia per due giorni non riuscirono ad avvicinarsi alla riva a causa del fuoco proveniente da terra e solo il 19 febbraio i reparti sudvietnamiti riuscirono a sbarcare quando il nemico, sfruttando il buio della notte, si ritirò nell'interno, rinvenendo un grande quantitativo di armi, munizioni e medicinali.
Lo scontro nella baia di Vung Ro fornì al comando di assistenza militare americano la prova che i Viet Cong disponevano di una rotta sicura lungo le coste del Vietnam per il trasporto dei materiali, utilizzando pescherecci, giunche e sampan, che fino a quel momento non erano mai stati scoperti, poiché, negli anni precedenti, la marina sudvietnamita non era stata in grado di intercettare alcun carico. L'operazione Market Time ebbe quindi lo scopo di limitare e di bloccare l'afflusso ai Viet Cong dei materiali provenienti dal nord, attraverso il controllo dei natanti che incrociavano lungo i circa 2 000 chilometri della costa sudvietnamita.

### La Task Force 115

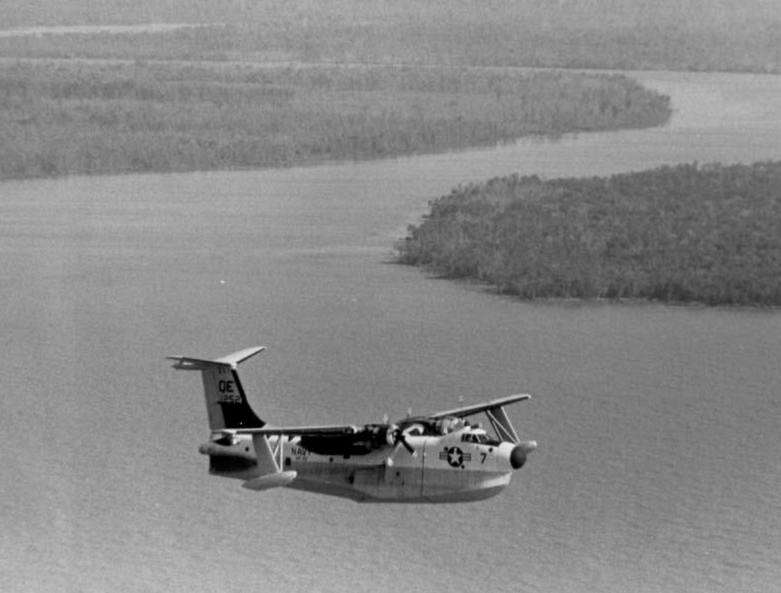
Un idrovolante Martin SP-5B in volo sul delta del Mekong

La Task Force 115, attiva nel 1965 e 1966, divise la zona di operazioni nelle acque costiere del mar Cinese Meridionale in 9 settori operativi, ognuno dei quali aveva una lunghezza di circa 120 miglia ed una profondità di circa 40; in ognuno dei settori operava un cacciatorpediniere di scorta, i cosiddetti Destroyer Escort Radar (DER), con il duplice compito di controllo dell'attività delle imbarcazioni americane e sudvietnamite e di intercettazione di quelle considerate sospette.

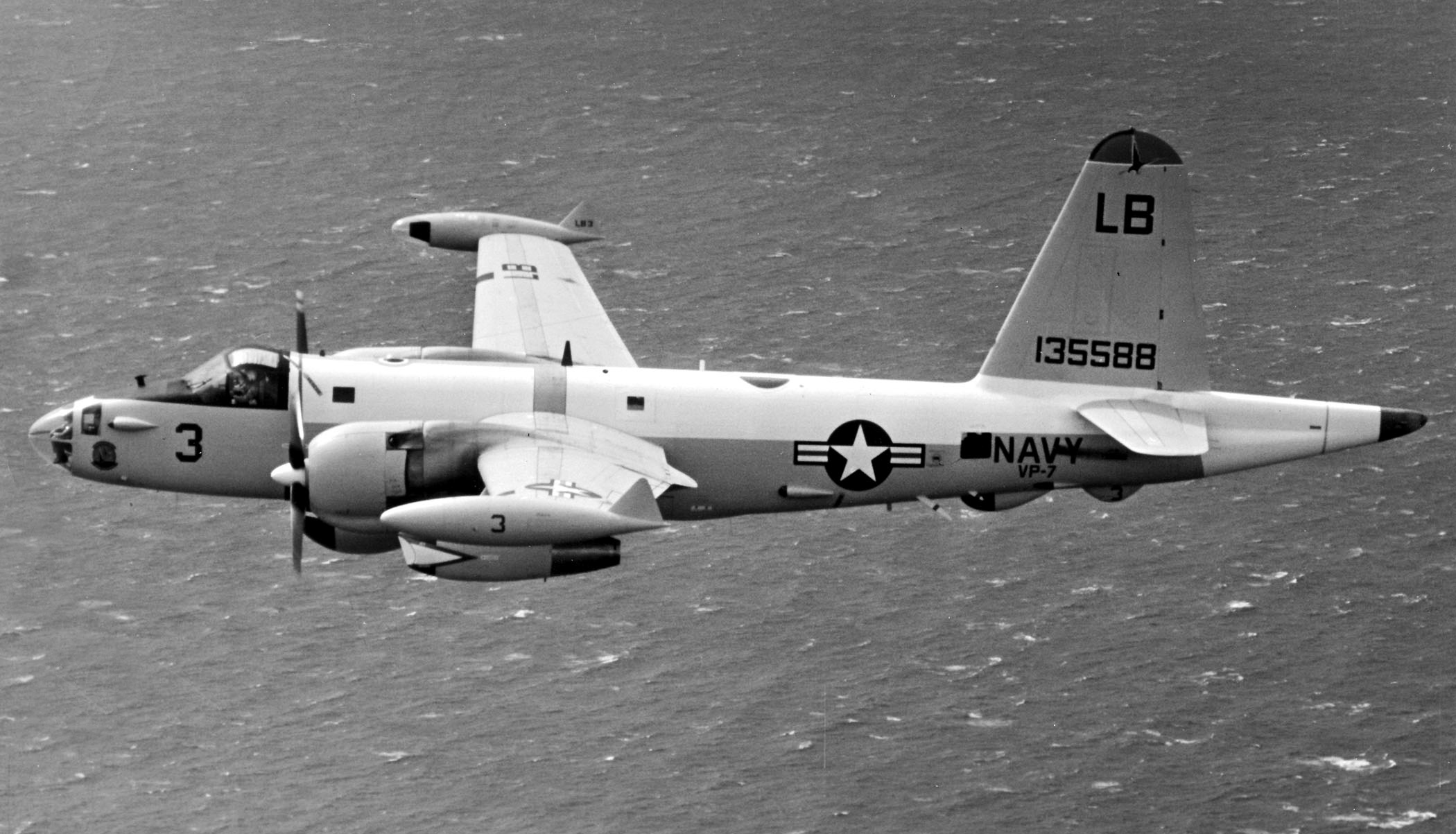
L'aereo da pattugliamento marittimo Lockheed AP-2H

L'attività navale dei cacciatorpediniere era integrata dalla ricognizione aerea, effettuata dagli aerei Lockheed P-3A e Lockheed AP-2H e dagli idrovolanti Martin SP-5B; i primi, provenienti dalla base navale di Cavite, sita a Sangley Point nelle Filippine, avevano l'incarico di pattugliare i 5 settori settentrionali, nello spazio che partiva da Vũng Tàu e terminava lungo il 17º parallelo, ai secondi, provenienti dalla base di Tan Son Nhut, competeva la sorveglianza dei 4 settori meridionali, mentre gli idrovolanti coprivano le zone del delta del Mekong e quelle della cosiddetta linea Bevie, lungo le coste del golfo di Thailandia.
I problemi connessi alla sorveglianza di un così vasto tratto di mare indussero tuttavia il generale Westmoreland a potenziare la Task Force e ad integrarla con mezzi più piccoli, più veloci e con basso pescaggio, tanto che, alla fine del 1966, lungo le coste operavano circa 100 tra motovedette veloci PBR e motoscafi armati PCF, 30 cutter della guardia costiera americana, affiancate da circa 500 giunche armate sudvietnamite, con il compito di fermare e di perquisire tutte le imbarcazioni sospette.
Le problematiche inerenti all'intercettazione di imbarcazioni adibite a rifornimenti non erano tuttavia dovute semplicemente alla vastità del teatro di operazioni ma altri elementi contribuivano ad aumentarne le difficoltà: innanzitutto l'enorme numero di natanti presenti nelle acque da sorvegliare, si stimava infatti che circa 50 000 imbarcazioni incrociassero giornalmente lungo le coste sudvietnamite. A questo problema si aggiungeva quello delle condizioni ambientali, poiché le coste sul mar Cinese Meridionale, da novembre a febbraio, erano battute dal monsone di nord est, mentre le acque del golfo della Thailandia, da maggio ad ottobre, dal monsone di sudovest, i quali rendevano molto difficile la governabilità delle imbarcazioni di piccole dimensioni. A queste difficoltà di carattere logistico si aggiungeva il pericolo costante di agguati provenienti da terra, nelle zone controllate dai Viet Cong.

### L'intercettazione e le perquisizioni
L'intercettazione delle imbarcazioni sospette spettava, in alto mare, ai cacciatorpediniere mentre, per quelle sotto costa, era delegata alle unità di piccole dimensioni, con il compito di perquisire i natanti e di identificare i marinai a bordo. Una volta fermata all'imbarcazione da perquisire veniva dato ordine di mettersi alla poppa e, dopo che questa era stata abbordata, i marines od i soldati sudvietnamiti salivano a bordo per effettuare la perquisizione e l'identificazione dell'equipaggio e tale attività veniva compiuta con l'ausilio di metal detector ed aste flessibili.

L'operazione Market Time continuò fino al 1968, quando, dopo che il numero di imbarcazioni carichi di materiali continuò progressivamente a diminuire, i Viet Cong iniziarono stabilmente ad utilizzare il sentiero di Ho Chi Minh, evitando di servirsi delle rotte marittime.